# 天主教塞戈爾韋-卡斯特利翁教區
天主教塞戈爾韋-卡斯特利翁教區（拉丁語：Dioecesis Segobricensis-Castellionensis）是西班牙一個羅馬天主教教區，屬巴倫西亞總教區。
教區成立於6世紀，位於卡斯特利翁省南部（教座位於塞戈爾韋）。2010年有教友434,100人，佔轄區總人口85.0%。教區下轄147個堂區，有222名司鐸。現任教區主教為卡西米羅·洛佩茲·略倫特。